# Barroquinha
Barroquinha este un oraș în statul Ceará (CE) din Brazilia.